# Болотні черепахи
Болотна черепаха (Emys) — рід черепах з родини прісноводних черепах. До роду належать два види — болотна черепаха європейська та болотна черепаха сицилійська.

## Опис
Це невеликі черепахи, загальний розмір їх коливається від 14 до 20, зрідка 30, см. Голова помірного розміру, трохи витягнута. Карапакс гладенький, овальний, дещо опуклий. У молодих черепах він округлий з серединним кілем у задній частині. Карапакс з'єднується з пластроном рухомою зв'язкою. Надхвостові (постцентральні) щитки парні. Пахвовий та паховий щитки відсутні. Борозна між грудними та черевними щитками збігається з шарнірним з'єднанням гіо- та гіпопластронів. Задня частина пластрона закруглена, без чіткої анальної вирізки.

## Спосіб життя
Полюбляють прісноводні водойми, зокрема озера та річки у лісистих, степових та лісостепових місцинах. Здебільшого ведуть денний спосіб життя. Зустрічаються на висоті до 1400 м над рівнем моря. Харчуються дрібною рибою, пуголовками, молюсками та рослинністю.

Самиці відкладають до 10—12 яєць. За сезон буває до 3 кладок. Черепашенята з'являються через 70—100 діб.

## Розповсюдження
Мешкають в Європі, північній Африці, на заході Азії.

## Види
- Болотна черепаха європейська (Emys orbicularis)
- Болотна черепаха сицилійська (Emys trinacris)